# بقعة الأطراف
بُقْعَة الأطراف هي بلدية تقع في مقاطعة سمورة في قشتالة وليون بإسبانيا. بلغ عدد سكان البلدية 141 نسمة وفقًا لتعداد عام 2004 (INE).